# 톰 카잔스키
톰 카잔스키(영어: Tom Kazansky)는 스타크래프트 종족인 테란의 영웅 유닛이다. 망령의 영웅인 유닛이다. 나이는 23세이다.

## 작중 행적
톰 카잔스키는 아크튜러스 멩스크가 이끄는 테란 자치령의 최고 대장 조종사이며 정식 테란 미션에선 등장하지않고 엔슬레이버즈와 같은 외전에서만 등장한다. 사이언스 베슬의 영웅인 마젤란과 동반해서 등장하는 유닛으로 엔슬레이버즈의 미션들에선 마젤란과 함께 반드시 생존해야 한다. 톰 카잔스키는 후속작인 다크 벤전스나 스타크래프트 2에선 등장하지않는데 엔슬레이버즈의 마지막 미션에서 전사처리했다는 의견도 있으나 마지막 편에서 자신의 상관인 아크튜러스 멩스크의 명령을 무시하고 프로토스와 협력했기 때문에 죽었다기보단 마젤란과 함께 프로토스와 친한 짐 레이너의 편대로 합류했을 가능성이 더 높다. 스타크래프트 2에서 등장하는 짐 레이너의 특공대 소속인 마일로 카친스키와 이름은 비슷하지만 전혀 관련이 없는 인물이며 마일로 카친스키한텐 2명의 친형이 존재하는데 마일로 카친스키에 2명의 친형 이름은 빅터 카친스키와 스타니슬라우스 카친스키이다. 영단어를 비교해보면 카친스키는 Kachinsky로 카잔스키와는 미묘하게 다르다.

## 유닛으로서 능력치
톰 카잔스키는 체력:500, 공대지 공격력:16, 공대공 공력력:40, 기본 방어력:4의 능력치를 가지고 있으며 이는 같은 테란의 공중 유닛인 배틀크루저과 동일한 체력과 비슷한 능력치를 가지고 있다. 그래서 일반 레이스보다도 훨씬 강력한 공중 유닛이며 테란의 공중 유닛들 중에선 단단하고 강한 유닛 중에 하나이다.

## 같이 보기
- 스타크래프트
- 테란